# Hoang Ngan Nguyen
Pour les articles homonymes, voir Nguyễn.
Hoang Ngan Nguyen, née le 21 octobre 1984, est une karatéka vietnamienne surtout connue pour avoir remporté l'épreuve de kata individuel féminin aux championnats du monde de karaté 2008 à Tōkyō, au Japon.

## Palmarès
| Résultat          | Date             | Épreuve         | Catégorie | Compétition                | Ville hôte                              |
| ----------------- | ---------------- | --------------- | --------- | -------------------------- | --------------------------------------- |
| Médaille d'argent | Mai 2005         | Kata individuel | Seniors   | Championnats d'Asie 2005   | Macao, en République populaire de Chine |
| Médaille d'argent | Octobre 2006     | Kata individuel | Seniors   | Championnats du monde 2006 | Tampere, en Finlande                    |
| Médaille d'argent | Décembre 2006    | Kata individuel | Seniors   | Jeux asiatiques 2006       | Doha, au Qatar                          |
| Médaille d'or     | 14 novembre 2008 | Kata individuel | Seniors   | Championnats du monde 2008 | Tōkyō, au Japon                         |
| Médaille d'argent | Octobre 2010     | Kata individuel | Seniors   | Championnats du monde 2010 | Belgrade, en Serbie                     |